# O
O er den femtende bogstav i det latinske alfabet. Den tilhører den gruppe vi kalder vokaler.

## Andre betydninger
- Omikron, græsk bogstav

- Kemisk tegn for ilt (græsk: oxygen)

- Partibogstavet for Dansk Folkeparti

## Vejsystemer
- O Centerring (Næstved)
- O Centerring (Nykøbing Falster)
- O Cityring (Fredericia)
- O Cityring (Grenaa)
- O Cityring (Haderslev)
- O Cityring (Herning)
- O Cityring (Holstebro)
- O Cityring (Hjørring)
- O Cityring (Kolding)
- O Cityring (Skive)
- O Cityring (Sæby)
- O Cityring (Thisted)
- O Cityring (Viborg)
- O Cityring (Vordingborg)